# 李宗鄴
李宗鄴，字肇泌，贵州贵阳人，清朝政治人物、同進士出身。
同治七年（1868年）戊辰科進士，三甲七十名，曾官浙江安吉縣知縣、江西知縣。